# Росляки (Красноярский край)
Росляки — посёлок в Иланском районе Красноярского края. Входит в состав Ельниковского сельсовета.

## История
Основан в 1909 году. В 1926 году посёлок состоял из 19 хозяйств, основное население — русские. В административном отношении находился в составе Абакумовского сельсовета Амонашевского района Канского округа Сибирского края.

## Население
| 1926 | 2010 |
| ---- | ---- |
| 116  | ↗197 |

## Улицы
- ул. Зелёная,
- ул. Новая,
- ул. Центральная.